# 브라우나우암인군

브라우나우암인군의 위치

브라우나우암인군(독일어: Bezirk Braunau)은 오스트리아 오버외스터라이히주에 위치한 군으로 행정 중심지는 브라우나우암인이며 면적은 1,040.38km2, 인구는 99,848명(2015년 기준), 인구 밀도는 96명/km2이다. 동쪽으로는 리트임인크라이스군, 푀클라브루크군, 남쪽으로는 잘츠부르크주 잘츠부르크움게붕군과 접하며 서쪽과 북쪽으로는 독일 바이에른주와 국경을 접한다.

## 하위 행정 구역
3개 도시, 5개 시장도시, 38개 일반 시를 관할한다.
- 도시
  - 알트하임(Altheim)
  - 브라우나우암인(Braunau am Inn)
  - 마티히호펜(Mattighofen)
- 시장도시
  - 아스파흐(Aspach)
  - 에겔스베르크(Eggelsberg)
  - 헬파우우텐도르프(Helpfau-Uttendorf)
  - 마우어키르헨(Mauerkirchen)
  - 오스터미에팅(Ostermiething)
- 일반 시
  - 아우어바흐(Auerbach)
  - 부르크키르헨(Burgkirchen)
  - 펠트키르헨바이마티히호펜(Feldkirchen bei Mattighofen)
  - 프랑킹(Franking)
  - 게레츠베르크(Geretsberg)
  - 길겐베르크암바일하르트(Gilgenberg am Weilhart)
  - 하이거모스(Haigermoos)
  - 한덴베르크(Handenberg)
  - 호흐부르크아흐(Hochburg-Ach)
  - 횐하르트(Höhnhart)
  - 예깅(Jeging)
  - 키르히베르크바이마티히호펜(Kirchberg bei Mattighofen)
  - 렝가우(Lengau)
  - 로헨암제(Lochen am See)
  - 마리아슈몰른(Maria Schmolln)
  - 미닝(Mining)
  - 모스바흐(Moosbach)
  - 모스도르프(Moosdorf)
  - 문더핑(Munderfing)
  - 노인키르헨안데어엥크나흐(Neukirchen an der Enknach)
  - 팔팅(Palting)
  - 페르방암그라벤제(Perwang am Grabensee)
  - 파프슈타트(Pfaffstätt)
  - 피셸스도르프암엥겔바흐(Pischelsdorf am Engelbach)
  - 폴링임인크라이스(Polling im Innkreis)
  - 로스바흐(Roßbach)
  - 장크트게오르겐필만스바흐(St. Georgen am Fillmannsbach)
  - 장크트요한암발데(St. Johann am Walde)
  - 장크트판탈레온(St. Pantaleon)
  - 장크트페터암하르트(St. Peter am Hart)
  - 장크트라데군트(St. Radegund)
  - 장크트파이트임인크라이스(St. Veit im Innkreis)
  - 샬헨(Schalchen)
  - 슈반트임인크라이스(Schwand im Innkreis)
  - 타르스도르프(Tarsdorf)
  - 트로이바흐(Treubach)
  - 위버라케른(Überackern)
  - 벵임인크라이스(Weng im Innkreis)